# Ashikaga Yoshimasa
In deze Japanse naam is 'Ashikaga' de geslachtsnaam

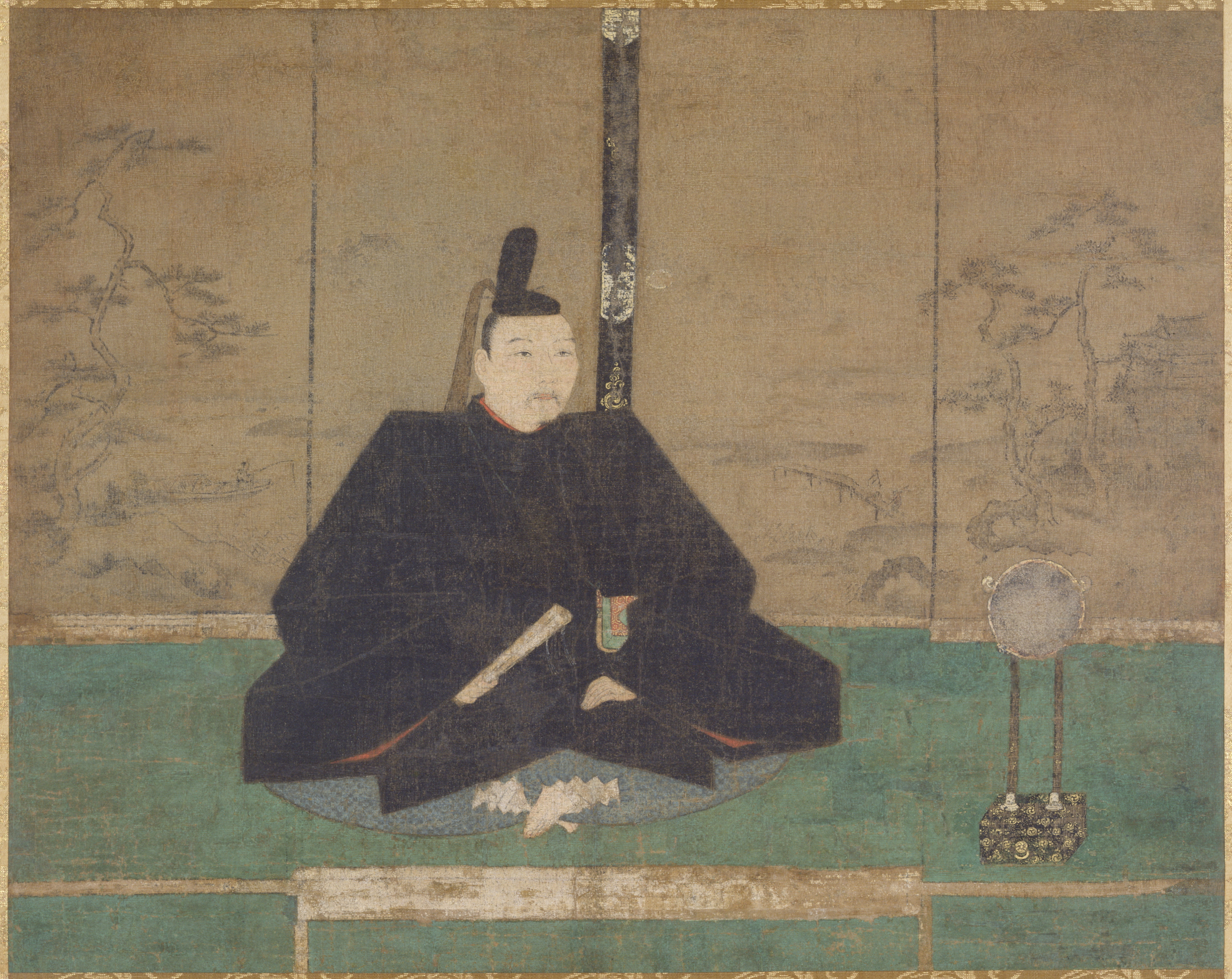
Ashikaga Yoshimasa

Ashikaga Yoshimasa (足利 義政) (geboren als Ashikaga Yoshinari) (20 januari 1435 - 27 januari 1490) was de achtste shōgun van het Ashikaga-bakufu. Hij regeerde van 1449 tot 1473 tijdens de Muromachiperiode. Yoshimasa was de zoon van de zesde shōgun, Ashikaga Yoshinori, en diens vrouw Hino Shigeko, en de kleinzoon van de derde shōgun, Ashikaga Yoshimitsu. Op 16 augustus 1443 stierf zijn oudere broer, de toen tienjarige shōgun Ashikaga Yoshikatsu, na een regeerperiode van drie jaar. Zes jaar later wees het bakufu als opvolger Ashikaga Yoshinari aan. Toen hij enkele jaren shogun was, veranderde hij zijn voornaam in Yoshimasa.
Ashikaga Yoshimasa was een omstreden shōgun, die via het Zenboeddhisme een verregaande interesse in esthetica ontwikkelde, hetgeen aan de basis lag voor wat bekendstaat als de Higashiyamacultuur. Onder zijn bewind brak de Ōnin-oorlog uit.

## Gebrek aan politieke interesse

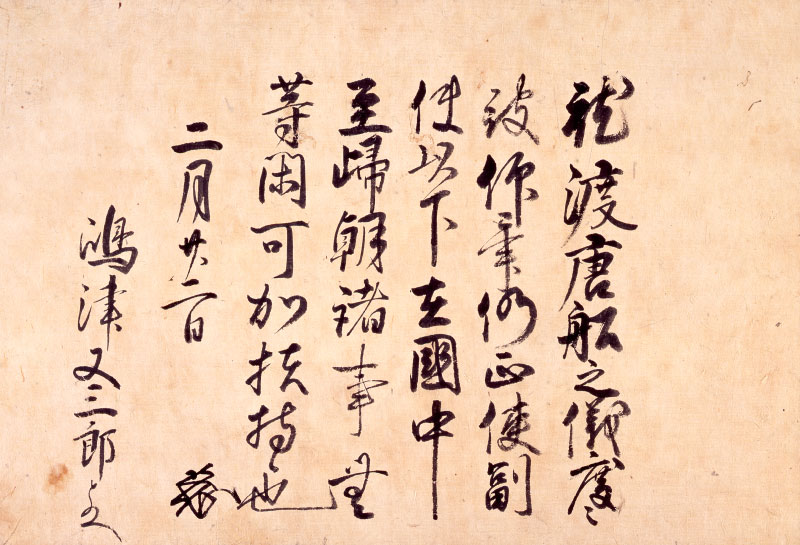
Brief van Ashikaga Yoshimasa aan Shimazu Tadamasa

Het bakufu van de Muromachiperiode te Kioto werd, in tegenstelling tot dat in Kamakura, nooit echt betwist omdat er geen reële autoriteit vanuit ging. Ze stond voornamelijk bekend om haar extravagantie, gesymboliseerd door Yoshimasa. Er zijn veel uiteenlopende redenen voor de geleidelijke teloorgang van het bakufu. Ondanks alle goede wil, verloor Yoshimasa op latere leeftijd zelf ook elke interesse in de heropbouw van de militaire macht die het bakufu van zijn grootvader in handen had. Hij werd in zijn handelen vaak gemanipuleerd door zijn gunstelingen en de daimyō.

## Invloeden tijdens zijn regeerperiode
Yoshimasa bleef na de dood van zijn vader onder de zorg van zijn voogden. De hoofdstad was alles wat hij kende en zijn enige gezelschap bestond uit vrouwen en hofdienaren. Zijn moeder, Hino Shigeko, heeft waarschijnlijk een grote invloed op zijn leven uitgeoefend. De Hino-familie, een zijtak van de Fujiwara-clan, behield een bevoorrechte positie binnen het bakufu. Vanaf Ashikaga Yoshimitsu's regering werd het gebruikelijk een vrouwelijk lid van de Hino-familie als echtgenote te nemen. Dit gebruik liet vooral zijn sporen na bij Yoshimasa's vrouw Hino Tomiko (1440-1496). Zij had in tegenstelling tot haar man wel veel autoriteit en invloed.
In zijn beginjaren als shōgun getuigde Yoshimasa van goede intenties en toonde hij zich medelevend voor de minder bedeelden. Maar zijn gebrek aan leiderschapskwaliteiten speelde hem parten. Hij verloor de greep op de situatie en begon zijn zorgen weg te spoelen met drank en het gezelschap van vrouwen. Yoshimasa's min, Imamairi no Tsubone (ook bekend als O-ima, ?-1459), had zijn genegenheid in die mate gewekt dat noch zijn eigen moeder, noch dreigementen van hooggeplaatste officieren een eind aan hun relatie konden maken. In de eerste maand van 1455 werden er op openbare plaatsen in de hoofdstad tekeningen van drie personen gehangen met de inscriptie: "De overheid wordt de laatste tijd bestuurd door drie demonen: O-ima, Arima en Karasuma."
Na verloop van tijd verloor Yoshimasa zijn interesse in de steeds ouder wordende O-ima en in 1455 huwde hij Hino no Tomiko. Vier jaar later kregen ze een zoon die kort na de geboorte stierf. Het gerucht ging de ronde dat O-ima uit wrok een vloek op het kind had laten plaatsen. Hierop verbande Yoshimasa Imamairi naar Oki-eiland op het Biwameer. Sommige bronnen wijzen er op dat ze werd verdronken, maar het is waarschijnlijker dat ze seppuku pleegde. Ook van grote invloed op Yoshimasa was Ise no Sadachika (1417-1473). Deze behoorde tot de Ise-clan, vazallen van de Ashikaga, die instonden voor de zorg en bescherming van de Ashikaga's sinds Yoshimitsu. Sadachika was een corrupt persoon en had nauwe banden met Yoshimasa, die hem op zijn beurt als een vader beschouwde.

## Opvolging
In 1464 besloot Yoshimasa af te treden als shōgun. Omdat zijn vrouw hem tot dan toe geen zoon had weten te baren, verkoos hij zijn jongere halfbroer Yoshimi als opvolger. Deze had zich teruggetrokken als boeddhistische monnik en weigerde eerst in te gaan op Yoshimasa's verzoek. Na een belofte om hem niet tot aftreden te dwingen in het geval Yoshimasa toch nog een zoon zou krijgen, gaf hij toe en werd de geadopteerde zoon van Yoshimasa en Tomiko. In het daaropvolgende jaar echter werd een zoon geboren, genaamd Yoshiki (1465-1489), later Yoshihisa. Tomiko stond er op dat Yoshihisa de volgende shōgun werd en deed een geheim verzoek aan Yamana Mochitoyo (ook Sōzen genaamd, 1404-1473) om haar daarin te steunen. Deels door Yamana's langdurige afkeer tegenover Yoshimi's aanhanger Hosokawa Katsu ontstond er een militaire confrontatie. Dit dispuut was de directe oorzaak van de Ōnin-oorlog.
Te midden van het verval van discipline en orde, hield Yoshimasa er een luxe-leventje op na. Met als gevolg dat hij dit moest bekostigen door strenge, buitensporige belastingen op te leggen. Desondanks bestond er een sterk favoritisme, werden schulden vrijgesteld en werd er gratie verleend aan hooggeplaatste volgelingen. Yoshimasa spaarde geen onkosten voor het bouwen van grootste complexen, waaronder de renovatie van het shogunaal paleis, het Bloemenpaleis (Hana no Gosho). Dit paleis was gebouwd door Yoshimitsu, met als doel het als persoonlijke hoofdkwartier te gebruiken. Tijdens de Chōroku-jaren (1457-1460) volgden natuurrampen (waaronder hongersnood, droogtes, overstromingen en een plaag van treksprinkhanen) elkaar op, werd het land verlaten en verkeerde het volk in grote nood. Er zijn naar schatting meer dan 80.000 mensen in deze periode overleden.
Naar het einde van de Ōnin-oorlog toe verloor de shōgun zijn autoriteit volledig. Van toen af aan werd de reële macht officieus uitgeoefend door provinciale militaire gouverneurs (shugo daimyō). Door deze onmacht keerde Yoshimasa zich af van de politiek, en legde hij zich toe op zijn esthetische voorkeuren. Hij sloot zich als het ware op in zijn paleis, nog geen honderd meter verwijderd van de veldslagen en keek ondanks zijn status als militair leider apathisch toe. Tekenend voor zijn wanhoop was een brief gericht aan zijn zoon Yoshihisa in 1482: "De daimyō luisteren niet, er kan geen regering zijn."

## Higashiyama
Higashiyama is het district te Kioto waar Yoshimasa van 1483 tot 1490 woonde. Al in 1466 had Yoshimasa de keuze gemaakt om zich op deze plek terug te trekken na zijn aftreden als shōgun. Een dag na zijn intrek gaf keizer Go-Tsuchimikado het vertrek de naam 'Higashiyama-dono', een naam waaronder Yoshimasa sinds toen ook bekendstond. Ondanks zijn fascinatie voor China, waar men steen gebruikte, nam hij als bouwmateriaal voor het paleis hout en papier, traditionele Japanse middelen. Dit was een demonstratie van mono no aware, een Japans begrip waarmee men de vergankelijkheid van schoonheid uitdrukt. Het leek wel alsof Yoshimasa spijt had van zijn extravagante leven en zich nu naar de sobere esthetiek van zen keerde.
Op vroege leeftijd al toonde Yoshimasa een verregaande interesse in literatuur en kunst. Hij leerde waka-gedichten schrijven en studeerde kalligrafie onder de Asukai Masatsune. Ondanks zijn eigen knappe verdiensten was zijn grootste talent het waarnemen van talent in anderen. Hij consulteerde regelmatig zenmonniken, niet voor religieuze zaken, maar voor hun esthetische kennis. Uiteindelijk waren het echter steeds zijn persoonlijke keuzes en smaak die de doorslag gaven bij zijn bouwprojecten. Het meest opvallende in dit alles is de synthese van Japanse cultuur en Chinese vormen.

## Toetreding tot boeddhisme
In de zomer van 1485 trad Yoshimasa toe tot het boeddhisme, in een bijtempel van de Rinzai-ji te Saga, ten noordwesten van de hoofdstad. Hij zocht op deze manier een vrijheid waar hij jaren naar verlangde: een kans om van het spirituele te genieten zonder zich zorgen te moeten maken om staatszaken. Hij kreeg de naam Doukei, in de geest van Yoshimitsu's boeddhistische naam Dougi. Ondanks de toetreding tot het boeddhisme kwam er geen verandering in zijn gedrag. Er is weinig dat indiceert dat hij zich actief bezighield met mediteren, noch met het lezen van zenteksten. Zijn interesse in zen was eerder een artistiek gegeven dan een religieus. Op dat vlak zocht hij soelaas in het Zuiver Land-boeddhisme. Hij geloofde dat hij ondanks zijn tekortkomingen herboren zou worden in het reine land, het Westelijk Paradijs, van Amida en dat stelde hem gerust.

## Dood en nagedachtenis

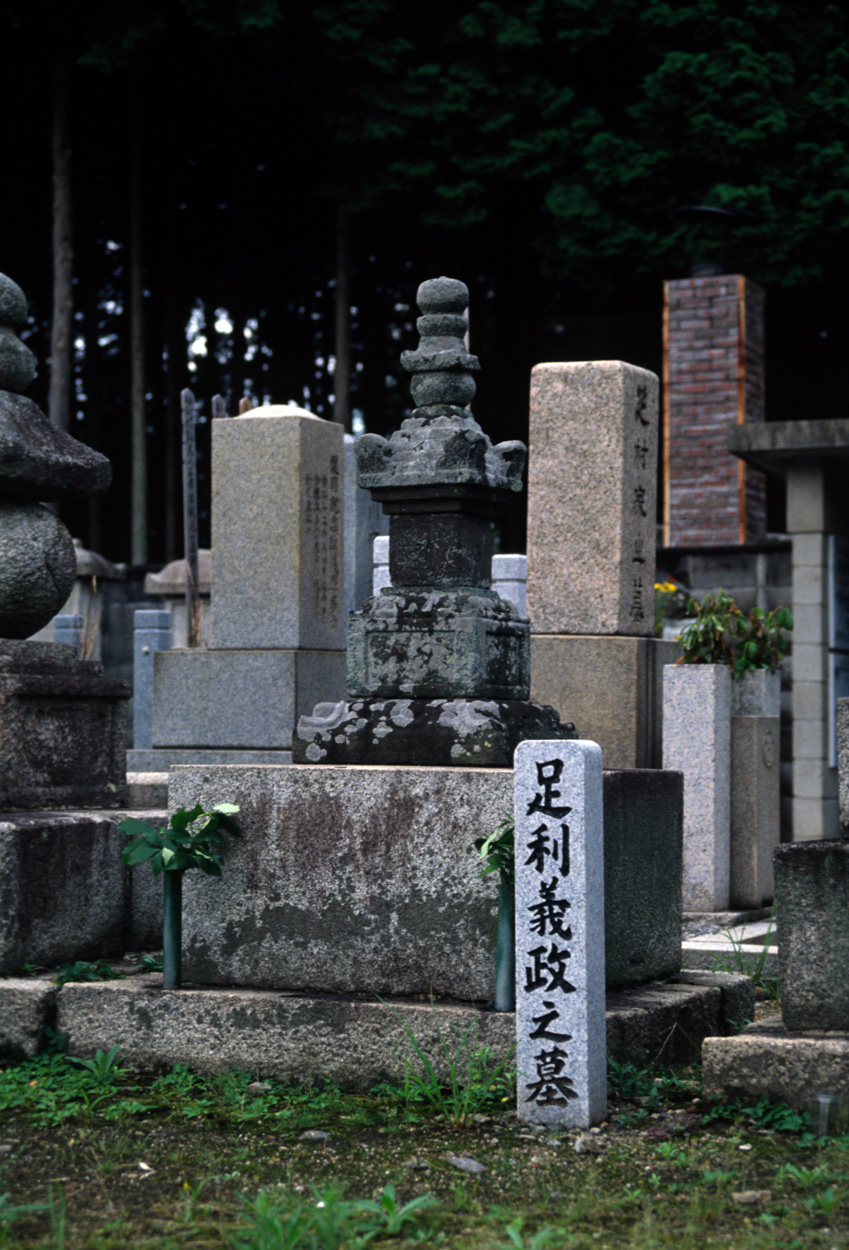
Yoshimasa's graf te Kioto

Op 28 januari 1490 stierf Yoshimasa, nadat hij verlamd en in coma raakte. Na zijn overlijden werd het verblijf te Higashiyama gebruikt als een zentempel, onder de naam Jisho-ji. De huidige naam Ginkaku-ji (Zilveren Paviljoen Tempel) dateert uit de Edoperiode. Het suggereert een minder briljante periode, tegenover de 'gouden periode' van zijn grootvader Ashikaga Yoshimitsu en diens Kinkaku-ji (Gouden Paviljoen Tempel). De soberheid van de Ginkaku-ji staat in schril contrast met het eerdere beeld van hem als immorele excentriekeling. Het was hier dat Yoshimasa zijn grootste verwezenlijkingen bereikte, ver van het keizerlijk paleis. Zijn aanmoediging van de schone kunsten zoals kadō (bloemschikken), architectuur, Nō-theater, cha no yu (theeceremonie) en zijn passie voor tuinen en inktschilderingen, kon echter nooit zijn reputatie als incompetente zwakkeling tenietdoen.

## Chronologie
- 1443 – Yoshimasa wordt door vice-shōgun Hatakeyama Mochikuni aangewezen als hoofd van de Ashikaga-familie.
- 1445 – Hosokawa Katsumoto vervangt Hatakeyama Mochikuni.
- 1449 – Yoshimasa wordt shōgun.
- 1455 – Yoshimasa trouwt met Hino Tomiko.
- 1458 – Yoshimasa vernieuwt Hana no Gosho (Het Bloemenpaleis).
- 1465 – Tomiko baart een zoon, Ashikaga Yoshihisa.
- 1467 – De Ōnin-oorlog breekt los in Kioto. De rivaliserende families zijn de Hosokawa en de Yamana.
- 1473 – Yoshimasa treedt af als shōgun, ten gunste van zijn zoon Yoshihisa.
- 1477 – De Ōnin-oorlog eindigt onbetwist.
- 1481 – Yoshimasa en Tomiko gaan uit elkaar.
- 1482 – Constructie van de Ginkaku-ji. Begin van de Higashiyama-periode.
- 1485 – Yoshimasa treedt toe tot het boeddhisme als zenpriester.
- 1487 – Voltooiing van de Kaisho, de ontmoetingsplaats in het Higashiyama-verblijf.
- 1490 – Yoshimasa sterft.
- 1493 – Voltooiing van de Ginkaku-ji.